# A Ponte dos Suspiros
A Ponte dos Suspiros é uma telenovela brasileira produzida e exibida pela TV Globo de 6 de junho a 15 de novembro de 1969, em 144 capítulos. Substituiu A Última Valsa e foi substituída por Verão Vermelho, sendo a 11ª "novela das dez" exibida pela emissora.
Escrita por Dias Gomes, com base na adaptação radiofônica feita pelo dramaturgo Cesar Fabbri do romance homônimo de Michel Zevaco, foi dirigida por Marlos Andreucci.
Inicialmente transmitida às 21h30, foi transferida para às 22 horas durante a exibição.

## Trama
No ano de 1500, em Veneza, Rolando Candiano (Carlos Alberto) é preso no dia de seu casamento com Leonor Dandolo (Yoná Magalhães), devido a intrigas feitas por Altieri (Jardel Filho), Foscari (Mário Lago), Bembo (Emiliano Queiroz) e Impéria (Arlete Salles). Sua noiva, Leonor, é enganada sobre seu paradeiro, enquanto o jovem é jogado nos poços das prisões de Veneza.

## Elenco
- Carlos Alberto - Rolando Candiano
- Yoná Magalhães - Leonor Dandolo
- Maria Helena Dias - Joana
- Jardel Filho - Capitão Altieri
- Mário Lago - Foscari
- Arlete Salles - Impéria
- Carlos Vereza - Dr. Vilarim
- Ary Fontoura- Pedro Aretino
- Urbano Lóes - José Mariano
- Djenane Machado - Branca
- Paulo Gonçalves - Velho Candiano
- Emiliano Queiroz - Bembo
- Ida Gomes -  Sílvia Candiano
- Lajar Muzuris - Cônego Montini
- Paulo Araújo - Scalabrino
- Paulo Padilha - Dandolo
- Zilka Salaberry - Clara
- Marco Nanini - Soldado